# Сальницы (Московская область)
Сальницы — деревня в Можайском районе Московской области в составе Юрловского сельского поселения. На 2010 год, по данным Всероссийской переписи 2010 года, постоянного населения не зафиксировано. До 2006 года Сальницы входили в состав Ваулинского сельского округа.
Деревня расположена в южной части района, на безымянном правом притоке реки Протва, примерно в 18 км к югу от Можайска, высота центра над уровнем моря 199 м. Ближайшие населённые пункты — Юрьево на северо-западе, Хорошилово на севере и Бабаево на северо-востоке.